# Jenny Lamy
Jennifer Frances Lamy (Wagga Wagga, 28 febbraio 1949) è un'ex velocista australiana.

## Biografia
Il suo debutto nazionale avvenne ai Giochi del Commonwealth del 1966 a Kingston, in Giamaica, dove ha vinto una medaglia d'argento nei 200 metri e una d'oro nella staffetta 4×100 metri.
Alle Olimpiadi a Città del Messico ha vinto una medaglia di bronzo nei 200 metri, dietro Irena Szewińska e Raelene Boyle. Lamy ha continuato a competere in altri due Giochi del Commonwealth, vincendo due medaglie d'oro nella staffetta 4x100.

## Palmarès

### Olimpiadi

#### Città del Messico 1968
- Medaglia di bronzo sui 200 metri
- 5º nella staffetta 4×100 metri

### Giochi del Commonwealth

#### Kingston 1966
- Medaglia d'oro nella staffetta 4x100
- Medaglia d'argento sui 200 metri

#### Edimburgo 1970
- Medaglia d'oro nella staffetta 4×100 metri

#### Christchurch 1974
- Medaglia d'oro nella staffetta 4×100 metri

## Personali
| Specialità | Tempo | Competizione | Luogo                      | Data       |
| 200 m      | 22,88 | Olimpiadi    | Città del Messico, Messico | 18/10/1968 |